# دونالد بوغل
دونالد بوغل (بالإنجليزية: Donald Bogle)‏ هو ناقد سينمائي وصحفي أمريكي، ولد في 13 يوليو 1944.

## وصلات خارجية
- دونالد بوغل على موقع IMDb (الإنجليزية)